# Lubuk Raman (Maro Sebo)
Lubuk Raman is een bestuurslaag in het regentschap Muaro Jambi van de provincie Jambi, Indonesië. Lubuk Raman telt 1159 inwoners (volkstelling 2010).